# Hovertank 3D
Hovertank 3D, auch bekannt als Hovertank One, ist ein von id Software produziertes Computerspiel für DOS aus dem Jahr 1991.
Es stellt den ersten echten Vertreter des Genres 3D-Action bzw. Ego-Shooter dar, in dem man aus der Sicht der Spielfigur, einem „Luftkissenpanzer“, also dem Hovertank, durch dreidimensionale Labyrinthe schwebt. Dabei ist es noch nicht möglich, sich seitwärts zu bewegen. Das Spiel simuliert das Luftkissenfahrzeug durch eine Auf-ab-Bewegung des Sichtbereiches. Als Gegner dienen Aliens, vor denen man Geiseln beschützen muss. Die Grafik präsentiert sich in damals aktueller 16-Farben-Pracht. Das Spiel kennt noch keine Texturen, alle Flächen sind einfarbig (solid).

## Technik
Das Spiel wird gelegentlich als erstes 3D-Spiel auf dem PC bezeichnet, was aber nicht der Wahrheit entspricht. Zahlreiche Spiele boten schon vorher eine 3D-Ansicht mit Ich-Perspektive, ein populäres Beispiel dafür ist Elite, welches bereits 1987 für MS-DOS-Systeme erschien.
Hovertank 3D verwendet rechtwinklig aufeinanderstehende (texturlose) Wände, Decken und Böden. Die dahinterstehende Engine wurde im späteren Verlauf immer weiter entwickelt, fand später Verwendung in der Catacomb-3D-Serie und nicht zuletzt in Wolfenstein 3D.
Der Quelltext des Spiels wurde im Juni 2014 von dem neuen Eigentümer Flat Rock Software unter der GNU General Public License veröffentlicht.

## Hintergrundgeschichte
Die Geschichte spielt in der Zukunft, in einer Welt der großen Firmen. Diese stehen über dem Gesetz und bekriegen sich mit allen zur Verfügung stehenden Mitteln. Dazu gehört auch der Einsatz von Nuklearwaffen gegen die Konkurrenten. Der Spieler selbst ist ein Söldner, der von einer Organisation angeworben wurde, Menschen aus Gebäuden zu retten, auf die Atomraketen abgeschossen wurden. Daher hat er auf jeder Ebene nur eine bestimmte Zeit zur Verfügung, alle Geiseln zu retten und sich dann durch ein Dimensionstor in Sicherheit zu bringen.